# Egnasia mimetica
Egnasia mimetica är en fjärilsart som beskrevs av Emilio Berio 1956. Egnasia mimetica ingår i släktet Egnasia och familjen nattflyn. Inga underarter finns listade i Catalogue of Life.